# Tiguent
Tiguent es una pequeña localidad en el centro oeste de Mauritania, a 12 km de la costa.

## Localización
Es un distrito dependiente de la Wilaya de Trarza. Se encuentra entre la ciudad de Rosso y a unos 100 km al sur de Nuakchot (capital de Mauritania).

## Contexto socioeconómico
Formó parte del África Occidental Francesa por lo que entre sus habitantes todavía es habitual el uso del francés. 
Su fuente de ingresos proviene fundamentalmente de la ganadería y la agricultura. La pesca no se ha practicado profesionalmente aunque su proximidad a la costa la convierte en una actividad con potencial económico. 
Tiguent se encuentra rodeada por más de veinte localidades que abarcan a una población de unos 3.000 habitantes.

## Tribus
Entre las principales tribus de la zona podemos encontrar:

### Zwaya
Se trata de tribus instruidas, que han convertido el saber religioso en su fuente de legitimidad y la base del estatuto social de la sociedad mauritana. Las tribus que pertenecen al conjunto de Zwaya o marabús son:
- Tendgha; es la única que tiene un vínculo tradicional efectivo con el litoral, particularmente la fracción de los Rkakna. Se dice poseerían unos poderes ocultos que les permiten controlar las ondas marinas y a partir de ahí, obtener riquezas. Su zona de implantación se extiende hasta N’Djago pasando por Keur Macène.
- Ideygoub
- El Midlich

### Chorfas
La tribu de los Chorfas se consideran los descendientes del profeta Mohamed, lo que les otorga un estatuto honorable conforme a su linaje.

### Oulad Ahmed Men Demane
La tribu guerrera de Trarza, que ejercen históricamente un poder de emirato sobre las otras tribus de la zona.

## Actualmente
Recientemente se llevó a cabo un proyecto que pretendía crear un asentamiento en la costa llamado Legweichich conectado a Tiguent por una pista. El objetivo era formar a jóvenes de la localidad en el arte de la pesca, para fomentar la industria y generar más puestos de trabajo. El proyecto no obtuvo los resultados que se esperaban, pero significó un comienzo para el desarrollo de la zona.